# Paul Wartelle
Paul Wartelle (Lille, Nord, 1892. január 9. – Lille, Nord, 1974. december 7.) olimpiai bronzérmes francia tornász.
Ez első világháború után az 1920. évi nyári olimpiai játékokon indult, és mint tornász versenyzett. Csapat összetettben bronzérmes lett.
Testvére, Julien Wartelle, vele együtt lett bronzérmes.